# Pistolet CZ 122
CZ 122 – czeski pistolet samopowtarzalny przeznaczony do strzelania rekreacyjnego i amatorskiego strzelectwa sportowego.
CZ 122 jest bronią samopowtarzalną, działającą na zasadzie odrzutu zamka swobodnego. Mechanizm spustowo-uderzeniowy kurkowy, z samonapinaniem (SA/DA). Pistolet posiada bezpiecznik nastawny, przetykowy. Pistolet zasilany jest z magazynków pudełkowych o pojemności 10 naboi. Po wystrzeleniu ostatniego naboju zamek zatrzymuje się w tylnej pozycji na zatrzasku zamka. Zewnętrzna dźwignia zatrzasku znajduje się po obu stronach szkieletu. Przyrządy celownicze otwarte, składają się z muszki i szczerbinki.